# Jan Jansz. den Uyl

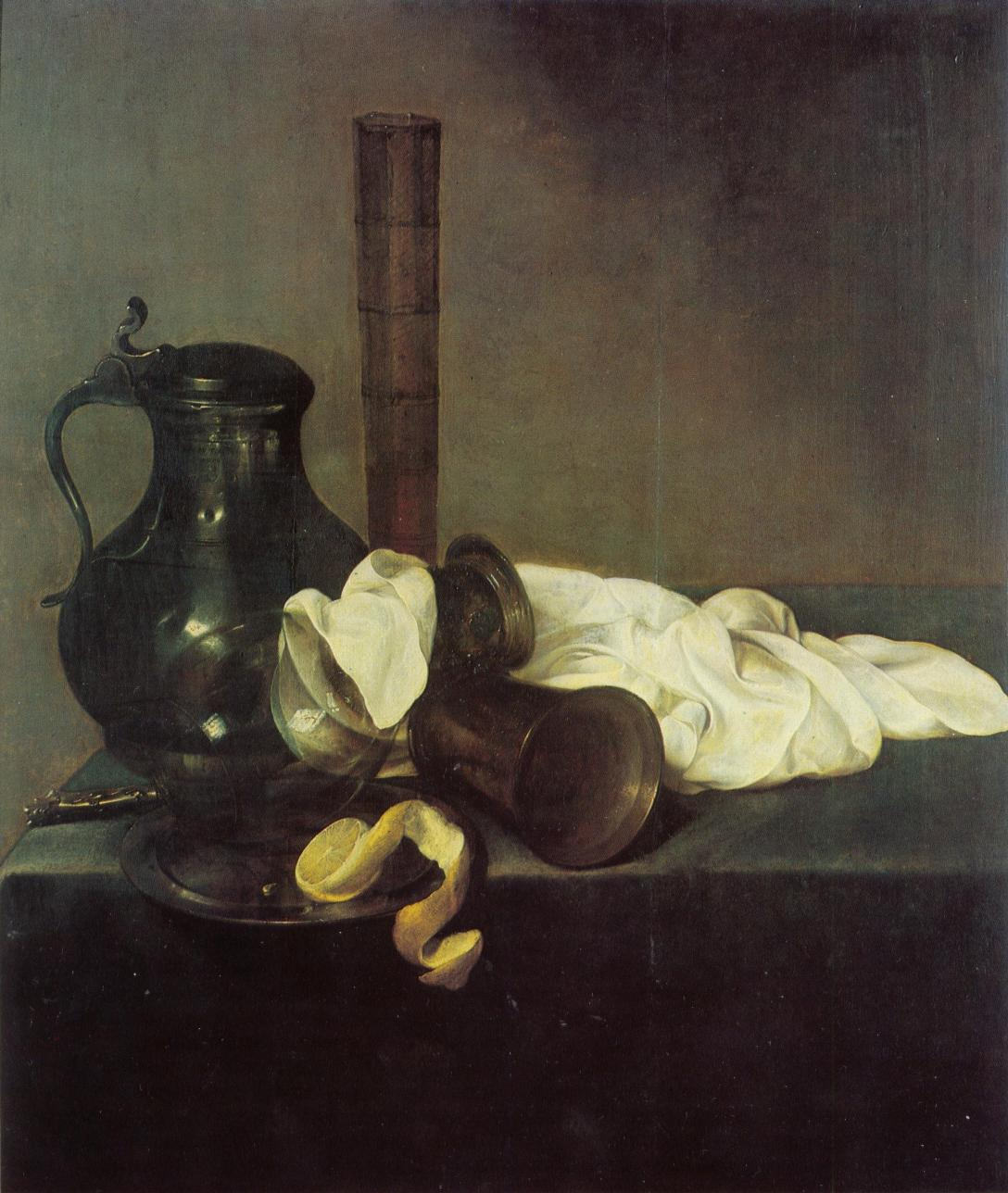
Jan Jansz. den Uyl, Stillleven met tinnen kan, fluitglas, het witte tafellaken of servet, balancerende citroenschil en omgevallen roemer, 1637, olieverf op paneel, 83 × 69 cm, privébezit

Jan Jansz den Uyl of Uuijl (ca. 1596 - Amsterdam, 24 november 1639) was een Nederlandse kunstschilder van stillevens en etser. Opmerkelijk in zijn werk is het weglaten van statussymbolen; niettemin was Den Uyl in staat een waardevolle monumentaliteit te bereiken.

## Biografie
Jan Janszoon den Uyl werd geboren in 1595 of 1596, mogelijk in Kampen. Over zijn leermeester is niets bekend. Op 21 maart 1619 ging de katholieke Den Uyl met de 19-jarige Geertje Jans Treck, de zus van de schilder Jan Treck in ondertrouw. Uit de inschrijving in de Amsterdamse puiboeken blijkt dat Den Uyl reeds in 1619 als schilder actief was. In 1621 verkocht hij een erf op Rapenburg; in 1624 het ouderlijk huis met Brederode te paard in de gevel. In juni 1631 verkocht hij zijn huis aan de Koningsgracht, nu Singel 376; zijn broer Arent woonde naast hem, nu Singel 378. In juni 1635 werd de advocaat Trojanus de Magistris in de arm genomen door Den Uyl en zijn broer voor de afhandeling van (misgelopen?) financiële zaken. In augustus reisde Jan Jansz. den Uyl naar Haarlem en in april het volgende jaar bevond hij zich in Leiden. Arent Jansz, een kastenmaker of schrijnwerker, trouwde in mei 1636; Den Uyl vergezelde hem naar het stadhuis op de Dam. Het geluk duurde niet lang, Arendt Jansz. werd op 8 juli 1637 begraven.

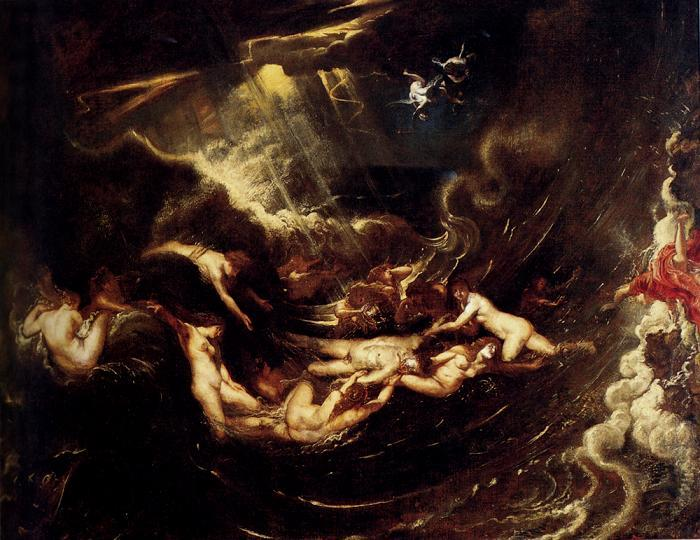
Den Uyl en Rembrandt waren eigenaars van het schilderij Hero en Leander (1605) door Peter Paul Rubens, nu in de Yale University Art Gallery

Op 7 oktober 1637 was Rembrandt op een veiling in opdracht van Jan Jansz den Uyl - naar het zich laat aanzien om de prijs van een bepaald schilderij op te drijven. Zeker is dat Rembrandt de volgende dag een schilderij kocht van Rubens, dat eerder van Jan Jansz. den Uyl was.

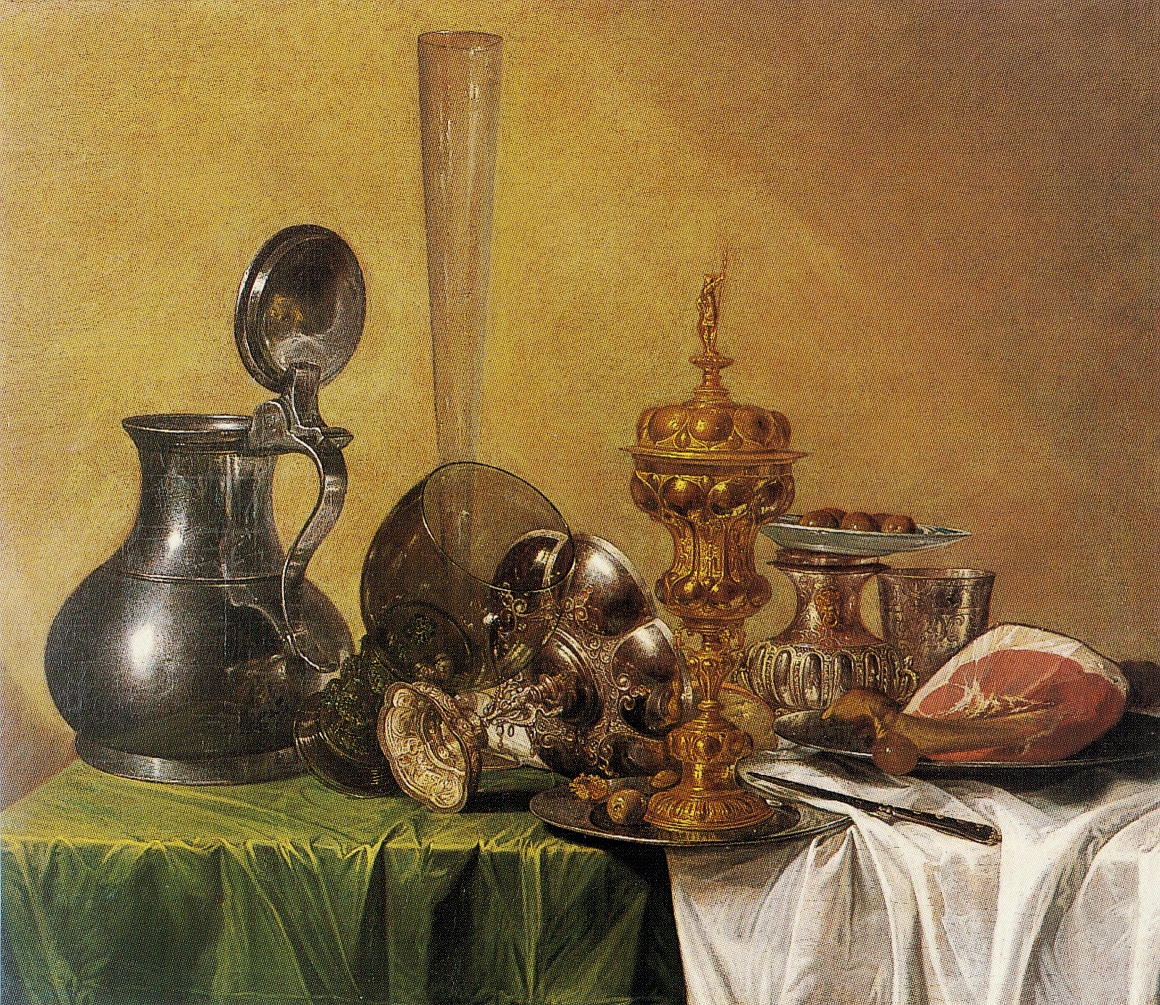
Stilleven met vaatwerk, olijven, ham en mes, ca. 1640 (1635–1640), olieverf op linnen, 74 × 86 cm, Privéverzameling

Op 17 oktober 1637 zette de zieke Uyl zich volgens Abraham Bredius in zijn kelderwoning in een stoel bij het vuur, om met zijn vrouw en de notaris een testament op te maken. Het echtpaar woonde in de Jordaan aan de Bloemgracht, waar toentertijd een aantal lakenververijen gevestigd waren. In april 1638 verkocht hij het voormalige huis van zijn broer aan het Singel, dat achter doorliep tot aan de Herengracht. Op 29 juni 1639 verkocht hij een huisje in een inmiddels verdwenen steeg bij de Paardenstraat, tussen het huidige Rembrandtplein en de Amstel. De schilder bewoonde het naastgelegen pandje.

### Datum van overlijden en erfenis
Lange tijd was geen overlijdensdatum bekend en werd aangenomen dat Jan Jansz. den Uyl na 22 oktober 1639 en vóór 3 januari 1640 moest zijn overleden. Van Eeghen publiceerde al in 1977 belangrijke details in Amstelodamum, maar het is verder nauwelijks opgemerkt dat Jan Jansz. die evenals zijn zoon ook werd aangeduid als Vuijl of Uuijl, op 24 november 1639 in de Nieuwe Kerk werd begraven.

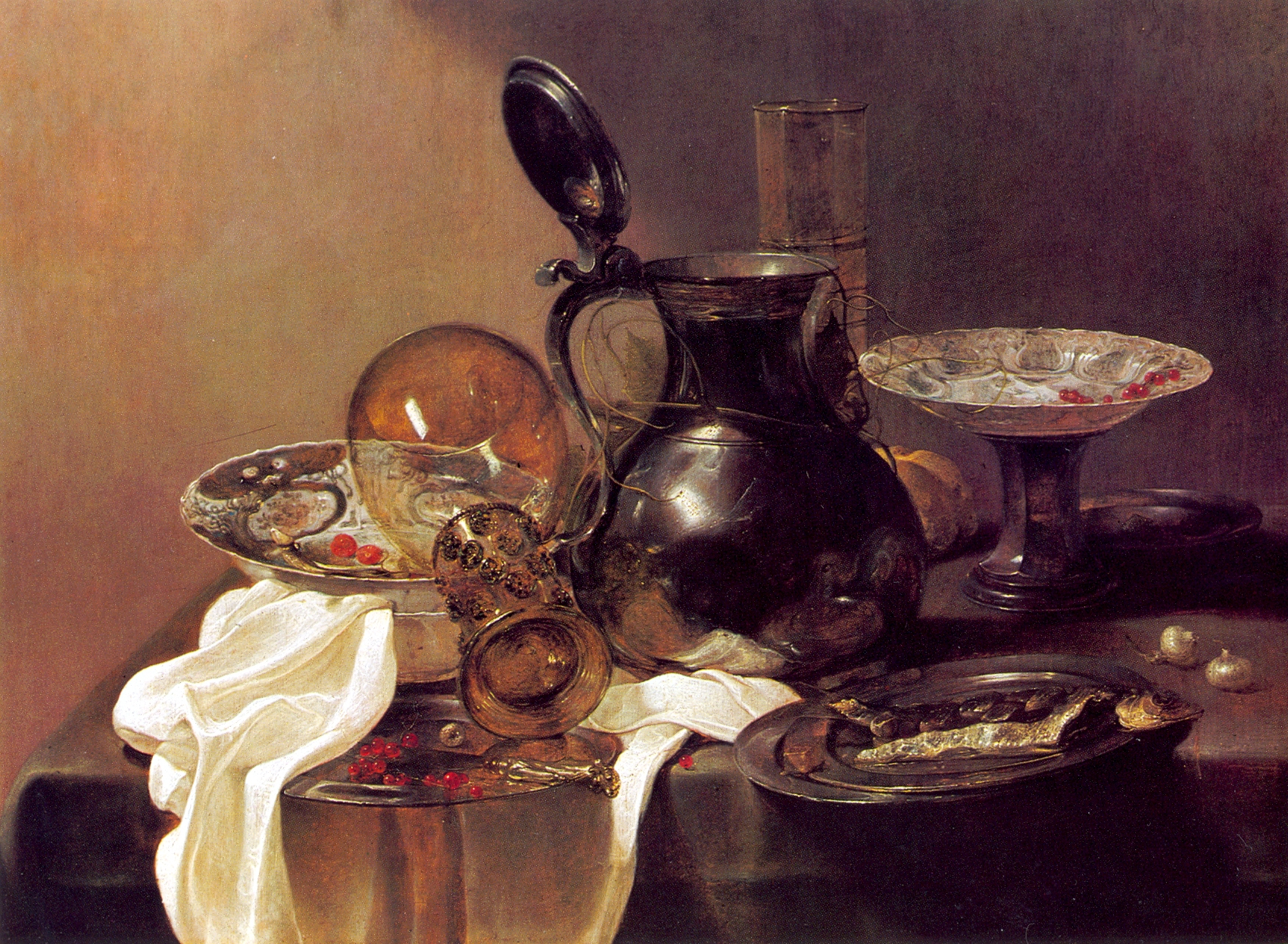
Stilleven of banketstuk, begonnen door Den Uyl, met Wanli porselein, het typerende witte servet, maar ook een haring, een bierglas, een omgevallen roemer en de tinnen kan, afgeschilderd door Jan Jansz. Treck (1640)

Na zijn dood nam Jan Jansz. Treck, zijn zwager en leerling, de voogdij op zich van de twee kinderen van Den Uyl. Het echtpaar had twee zonen die elk 1.300 gulden erfden toen hun moeder met haar schoonzuster twee pandjes onder een dak op de Raamgracht had verkocht. Vervolgens trouwde zij met een goudsmid en verhuisde naar de Blauwburgwal. In 1652 erfden haar twee kinderen de schilderijen en het goud en de juwelen van haar broer, de schilder Jan Jansz. Geertrui Jansz. bezat een huis achter de schans bij de Beulingstraat, dat uitermate gunstig gelegen was en in 1661 op verzoek van de stad en bij uitspraak van het Hof van Holland door Joan Uyl werd verkocht aan schepen Jan J. Hinlopen voor de totstandkoming van de Vierde Vergroting.

## Varia
- Toen Rubens stierf in 1640, bevonden drie schilderijen van Den Uyl zich in zijn nalatenschap.[20][21]
- In april 1650 zou De Magistris voor een schilderij van Den Uyl 1600 gulden zijn geboden.[22] Dat is een uitzonderlijk hoog bedrag; Rembrandt kreeg nooit meer dan vijfhonderd gulden voor een werk.[23]
- De zeeschilder Jan van de Capelle had 83 van zijn tekeningen.[24]
- Bovenstaande geeft de indruk dat de stillevens van Den Uyl bij zijn tijdgenoten populair waren, maar ook in 2007 is op een veiling voor een schilderij van Den Uyl 2,5 miljoen euro betaald.[25]